# Wadi Darna
Das Wadi Darna, auch Wadi Derna, ist ein Tal im Nordosten von Libyen, das von dem  episodischen Fluss mit demselben Namen durchflossen wird und in der Hafenstadt Darna in das Mittelmeer mündet. Seine Geschichte ist geprägt durch wiederkehrende Überschwemmungen, die zu erheblichen Schäden geführt haben, insbesondere am 11. September 2023.

## Geografie
Das Tal Wadi Darna verläuft zunächst parallel zur rund 20 Kilometer entfernten Mittelmeerküste in westnordwest-ostsüdöstliche Richtung, wechselt dann seine Ausrichtung auf Nordost, wo der Fluss Wadi Darna die Stadt Darna durchquert und ins Meer mündet. Das Tal ist etwa 70 Kilometer lang und durchschnittlich 8 Kilometer breit. Der höchste Punkt des Einzugsbereichs liegt auf 765 Metern Höhe, das Einzugsgebiet des Flusses beträgt 575 km².
Etwa 7 km südlich der Stadt Derna befindet sich an der Mündung eines rechten Nebenflusses der Wasserfall Derna (Lage). Über etwa 20 Meter stürzt das Wasser hier in das Haupttal.

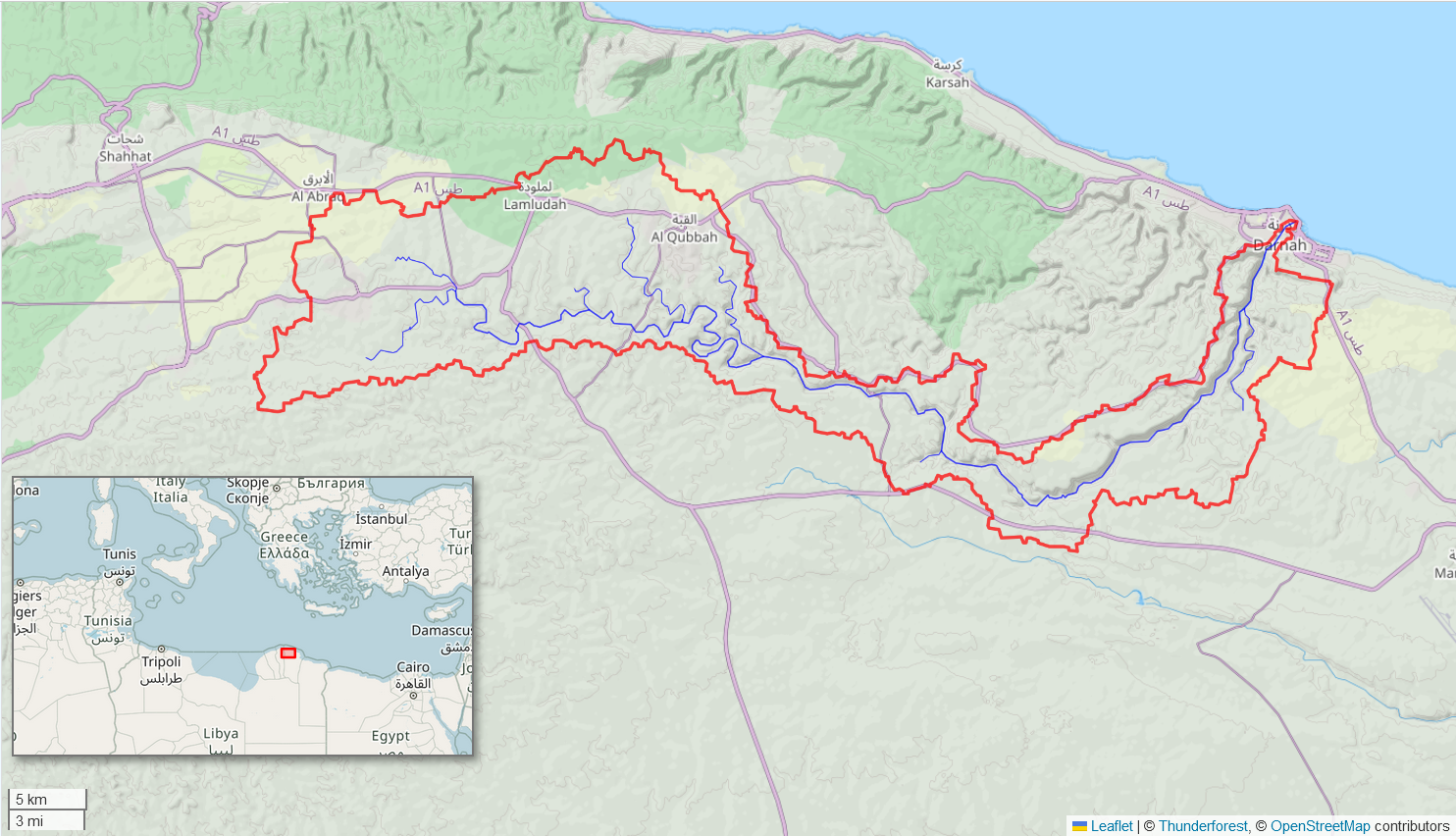
Einzugsbereich des Wadi
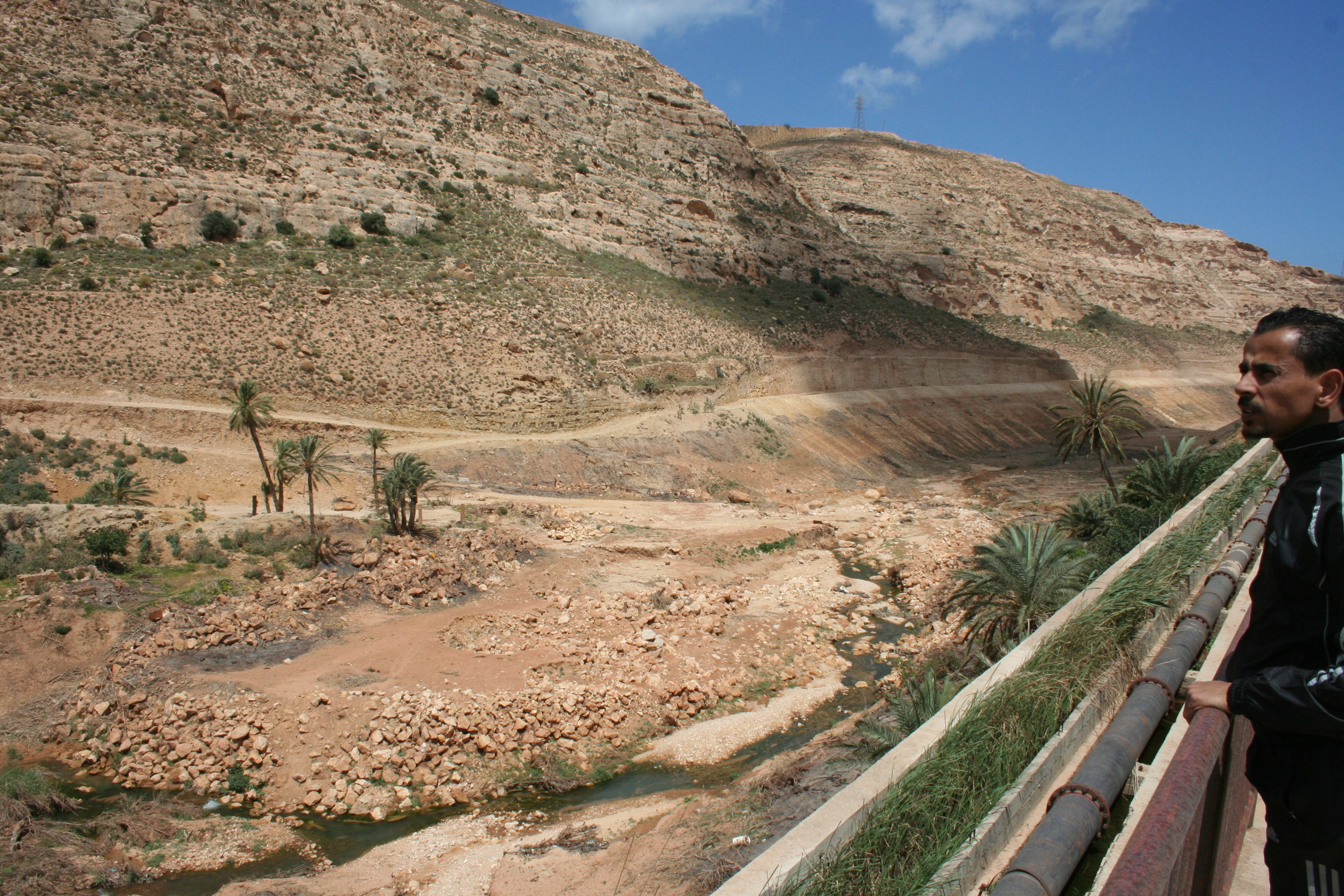
Oberlauf des Wadi Darna
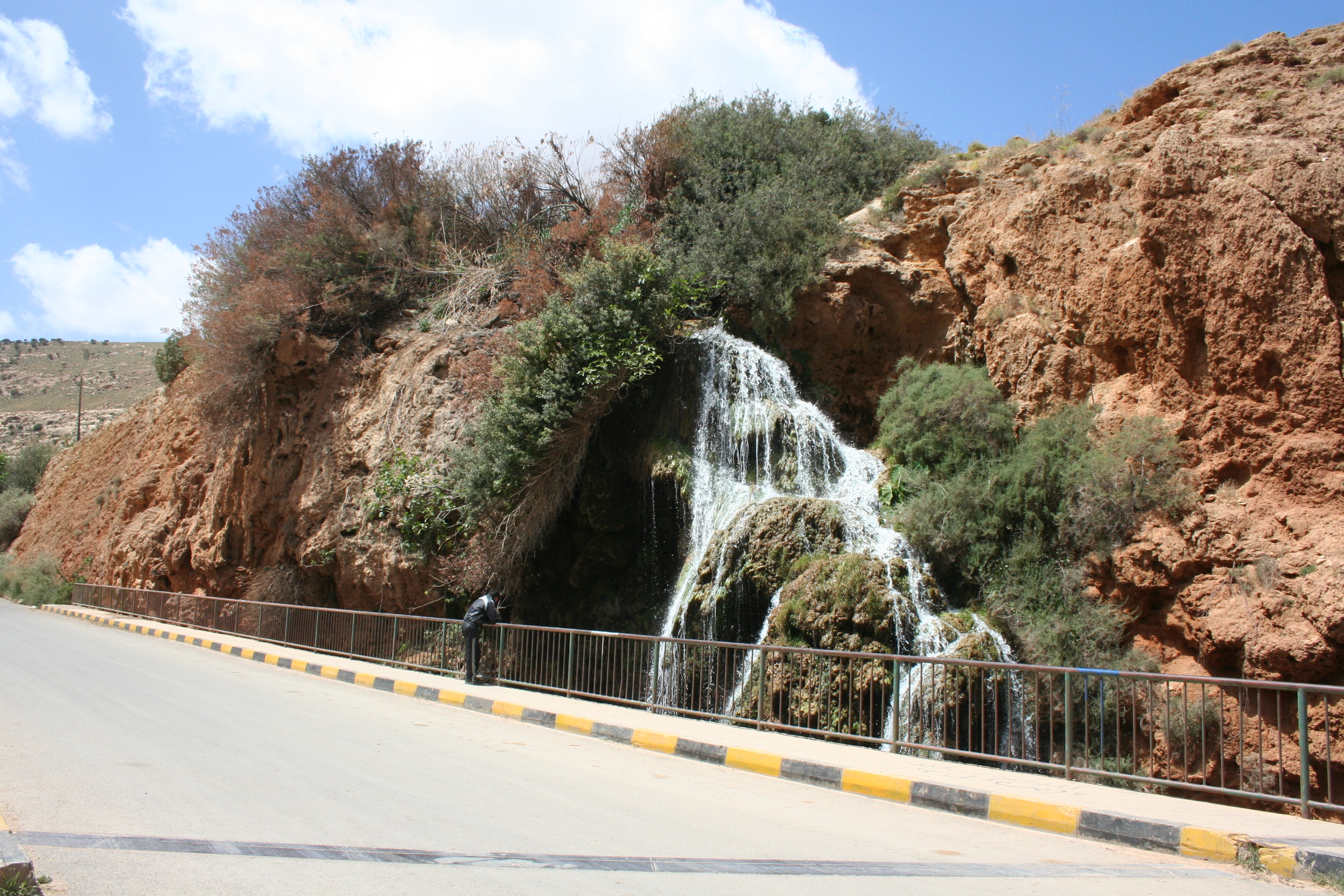
Wasserfall Derna

## Geschichte
Im Jahr 1941, als die Stadt während des Zweiten Weltkriegs unter der Kontrolle deutscher Truppen stand, war sie von einer heftigen Überschwemmung betroffen. Die deutsche Armee erlitt dabei große Verluste, Panzer, Truppentransporter und militärische Ausrüstung, die sich in der Nähe des Flusses Wadi Derna am westlichen Eingang der Stadt befanden, wurden weggeschwemmt.
Im Oktober 1945 trat bei einer durchschnittlichen Niederschlagsmenge von 145 mm eine Überschwemmung auf, deren Überschwemmungsvolumen im Wadi-Derna-Beckens anhand einer Modellrechnung zu 53,36 Mio. m³ ermittelt wurde, was 40 % des jährlichen Abflussvolumens entspricht.
Ein Hochwasser im November 1955 führte mit seinen Überschwemmungen zu großen Schäden im Tal und der Stadt.
Anfang Oktober 1959 kam es laut Faraj Daoud al-Darnawi, einem libyschen Historiker, in Derna zu einer heftigen Überschwemmung, bei der hunderte Menschen ums Leben kamen. Große Regenmengen führten zu einer Überschwemmung des Derna-Tals, die große Landmassen mit sich riss. Ein riesiger Steinhaufen blockierte das Tal, wodurch das Wasser durch die Stadt strömte und viele Häuser zerstörte. Die Wetterstation von Derna zeichnete einen Niederschlag von 300 mm auf.
Aufgrund der häufigen Überschwemmungen in der Stadt wurde in den 1960er Jahren in Studien die Notwendigkeit des Baus von mehr als einem Damm zum Schutz der Stadt und zur Rückhaltung der riesigen Wassermengen empfohlen. Im Jahr 1961 bauten die Behörden von Derna einen mittelgroßen Staudamm mit einer Höhe von 40 Metern, um das Hochwasser einzudämmen. Der Damm trug dazu bei, die Stadt vor Überschwemmungen in den Jahren 1968 und 1969 zu schützen.
Zwischen 1973 und 1977 errichtete das jugoslawische Unternehmen Hidrotehnika-Hidroenergetika im Auftrag des Landwirtschaftsministeriums zwei Dämme im Wadi.
Der obere, der Al-Bilad-Staudamm (Lage) etwa 14 km außerhalb von Derna, hatte eine Höhe von 75 Metern, eine Länge der Dammkrone von 300 m und einen Stauraum von 18 Mio. m³. Der talabwärts knapp außerhalb des Stadtgebietes von Derna gelegene Abu Mansour-Staudamm (Lage) war 45 Meter hoch, besaß eine Dammkrone von 130 m Länge und konnte 1,5 Mio. m³ aufstauen. Neben den zwei mit Tonkernen versehenen Steinschüttdämmen umfasste das System Wadi Derna den Bau zahlreicher Bauwerke zur Bewässerung landwirtschaftlicher Flächen und zur Wasserversorgung der Stadt Derna und der umliegenden Gemeinden. Hierzu zählen auch der Bau die 24 km lange Derna-Bou Mansur-Straße mit 10 Brücken mit einer Gesamtlänge von 350 m.
Ende November 1986 trat bei einer durchschnittlichen Niederschlagsmenge von 64,14 mm eine Überschwemmung auf, deren Überschwemmungsvolumen im Wadi-Derna-Beckens anhand einer Modellrechnung zu 14,8 Mio. m³ geschätzt wurde. Die Schäden in der Stadt fielen dank der Dämme gering aus.
Weitere Hochwasser in 1982 und 2011 sorgten ebenfalls für lediglich kleinere Zerstörungen im Wadi und in Derna.
Eine türkische Firma, die 2007 mit der Sanierung der Dämme beauftragt worden war, verließ bei Ausbruch des Bürgerkriegs in Libyen 2011 das Land. Seither waren keine Wartungsarbeiten mehr an den Dämmen durchgeführt worden.

### Flutkatastrophe im September 2023
Als am 11. September 2023 aufgrund des Sturmtiefs Daniel innerhalb von 24 Stunden mehr als 200 mm Regen im westlichen Einzugsgebiet des Wadi Darna (Quellgebiet) niedergingen, hielten die beiden Dämme mit knapp 20 Mio. m³ Fassungsvermögen den anfallenden Wassermassen von mehr als 115 Mio. m³ nicht stand und brachen. Durch die von den gebrochenen Dämmen ausgehenden Flutwellen stieg der Wasserstand in der Hafenstadt Darna schlagartig auf bis zu 10 Meter. Dadurch kamen in der 125.000 Einwohner zählenden Stadt tausende Menschen ums Leben, als die Wassermassen Wohnviertel zerstörten und ins angrenzende Mittelmeer spülten.
Die libysche Nachrichtenagentur (LANA) teilte mit, eine wissenschaftliche Studie der Sebha University Journal of Research and Applied Sciences habe bereits im Jahr 2022 vor einer Katastrophe in den Gebieten des Wadi-Derna-Beckens gewarnt, wenn es aufgrund des Zusammenbruchs der bestehenden Dämme in der Region zu einer Überschwemmung in den Gebieten in der Nähe des Wadi-Derna-Beckens kommen würde.
- Infografik zu den Überschwemmungen in Libyen, 13. September

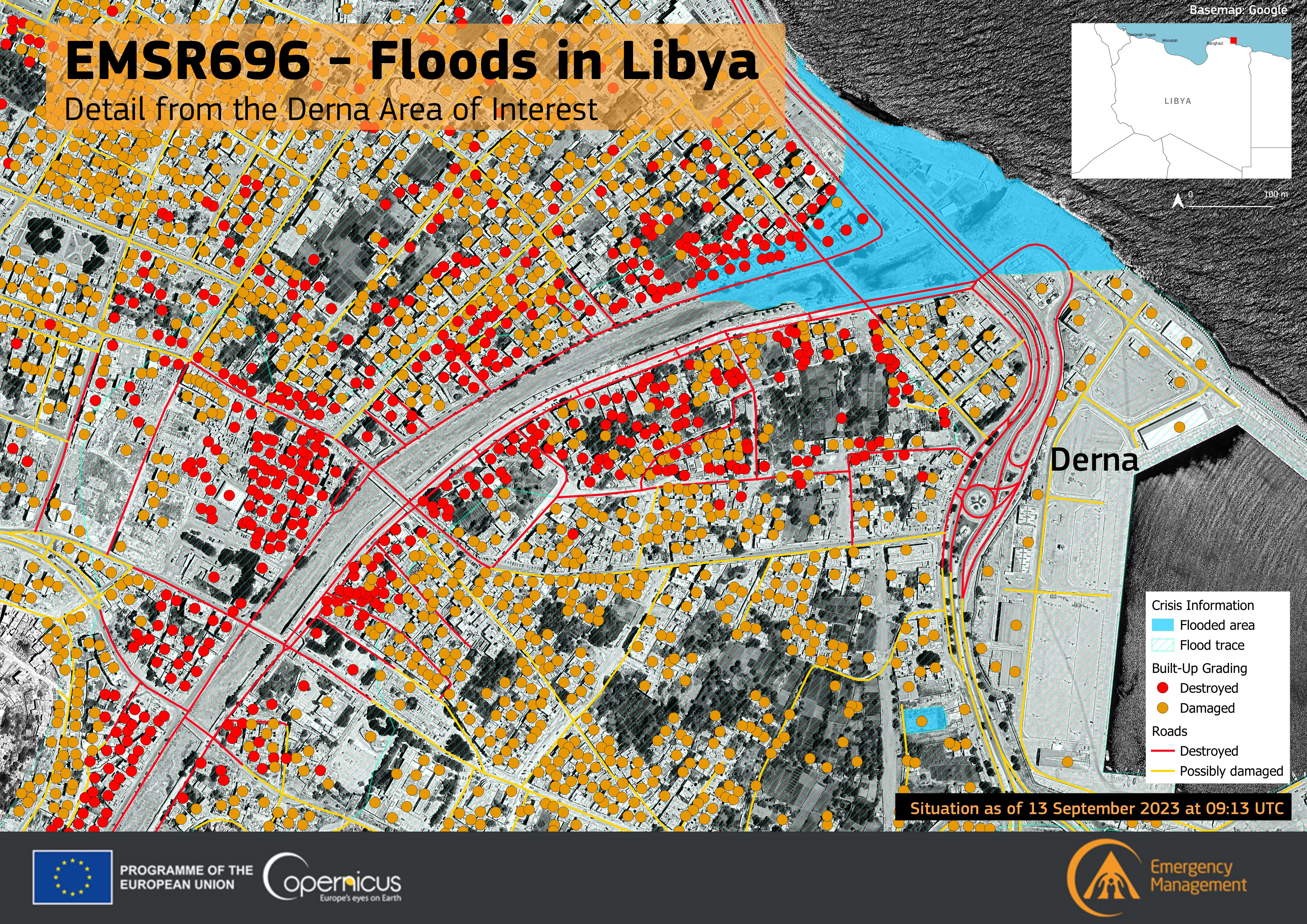
Folgen der Überschwemmungen in Darna, 15. September 2023